# Chiesa di Santa Croce di Palazzo
La chiesa di Santa Croce di Palazzo è una chiesa di Napoli.
L'edificio di culto venne eretto nel XIX secolo per sostituzione l'altro molto più antico (intitolato a Santa Maria della Croce); questa chiesa venne fondata nel periodo angioino sul luogo detto della croce e vi veniva venerata un'immagine dalla Vergine.
Nel 1327 re Roberto D'Angiò la unì alla reale Cappella San Luigi, collocata sul luogo dove oggi si erge la Basilica di San Francesco di Paola. La moglie del re, Sancha d'Aragona, vi fondò un convento nella quale si rinchiuse col nome di suor Chiara di Santa Croce e, proprio in questa chiesa, venne sepolta nel 1345. Al tempo della regina Giovanna II d'Angiò, poiché il complesso si trovava fuori dalle mura, le monache furono trasferite a Santa Chiara, dove vennero traslate le spoglie di Sancia, delle quali però si è persa ogni traccia.
In seguito, il complesso fu abbandonato fino a quando Alfonso I d'Aragona lo nominò cappella reale; nel 1778 venne distrutto per far posto al palazzo nobiliare del principe di Salerno. La chiesa è sopravvissuta fino al 1810, quando venne a sua volta demolita.
Nell'attuale luogo di culto sono custodite opere ottocentesche.